# Ofu y Olosega
Ofu y Olosega son parte de un doblete volcánico en el  grupo Manu‘a de las Islas Samoa; parte de Samoa Americana.  Las islas mellizas, formadas por volcanes en escudo, tienen un largo combinado de 6 km. Geográficamente ellas son residuos volcánicos separadas por el angosto estrecho de Asaga de 137 m, un puente natural de concha arrecife de coral. Antes de 1970, uno tenía que chapotear entre las dos islas cuando la marea estaba baja; hoy un puente de una vía sobre el estrecho conecta las villas de la isla de la isla de Ofu con aquellas de Olosega.
El pico más alto en Ofu es el monte Tumutumu (491 m, también referido como Tumu) y la mayor elevación en Olosega es el monte Piumafua (629 m). La erupción volcánica más reciente tuvo lugar en 1866, 3 km al sureste de Olosega.
Trabajos arqueológicos llevados a cabo en los 1980s condujeron a evidencias prehistóricas incluyendo cerámicas, azuelas, conchas y huesos que han sido significativas para el mayor entendimiento de la historia antigua de las Islas Samoa y Polinesia. Esto incluyeron muestras de objetos de cerámica con trazas rojas que resultaron ser parte de la tradición de la cultura Lapita. El trabajo, llevado a cabo por un equipo que incluía al especialista en arqueología del Pacífico Patrick Vinton Kirch, se enfocó en un sitio llamado To'aga (sitio AS-13-1), a 2 km del estrecho costero de la costa sur de Ofu. Los resultados demostraron una continua habitación humana de alrededor de 3000 años.

## Ofu

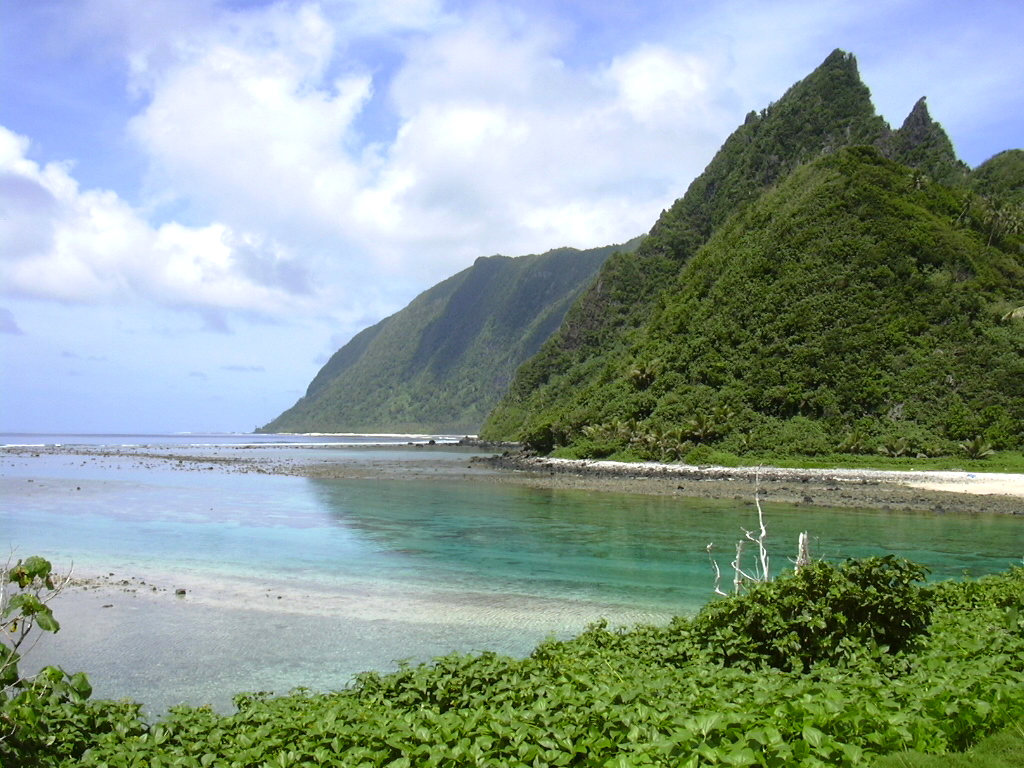
Playa sur de Ofu vista desde Olosega a través del angosto estrecho que las separa. El agudo pico, un dique erosionado, es llamado Sunu‘itao.

Ofu es la parte occidental of the formación rocosa volcánica de la isla de Ofu-Olosega. La aldea principal de Ofu está ubicada en la playa occidental, protegida detrás de un islote fuera de playa (cono de toba) erosionado conocido como Nu'utele. Ofu tiene un pequeño aeropuerto y un atracadero que sirve a la población de Ofu y de Olosega.  Previo a que el servicio aeronáutico regular fuese descontinuado en 2009, el vuelo desde Pago Pago tomaba alrededor de media hora. 

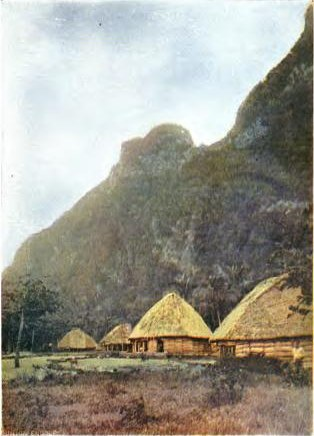
La aldea de Olosega en 1896

La mayor parte de la playa sureña y los arrecifes de coral asociados son parte del Parque nacional de Samoa Americana.  En 2005 el National Park Service de Estados Unidos estaba negociando con la municipalidad de la aldea de Olosega para expandir el parque alrededor de esa isla.
La isla constituye el Condado de Ofu, subdivisión del Distrito de Manua. Tiene un área terrestre de 7.215 km², y tiene una población oficial de 289 personas, de acuerdo al censo del 2000.
En la costa sur de la isla se sitúa la laguna de To'aga, que contiene una gran diversidad de corales y peces. El sitio marino ha sido parte de investigación y estudio, desde hace mucho tiempo, sobre los arrecifes de coral y los cambios climatológicos globales.
La isla es también hábitat del zorro volador de Samoa (Pteropus samoensis), una especie de murciélago amenazado por la pérdida de su hábitat.

## Olosega

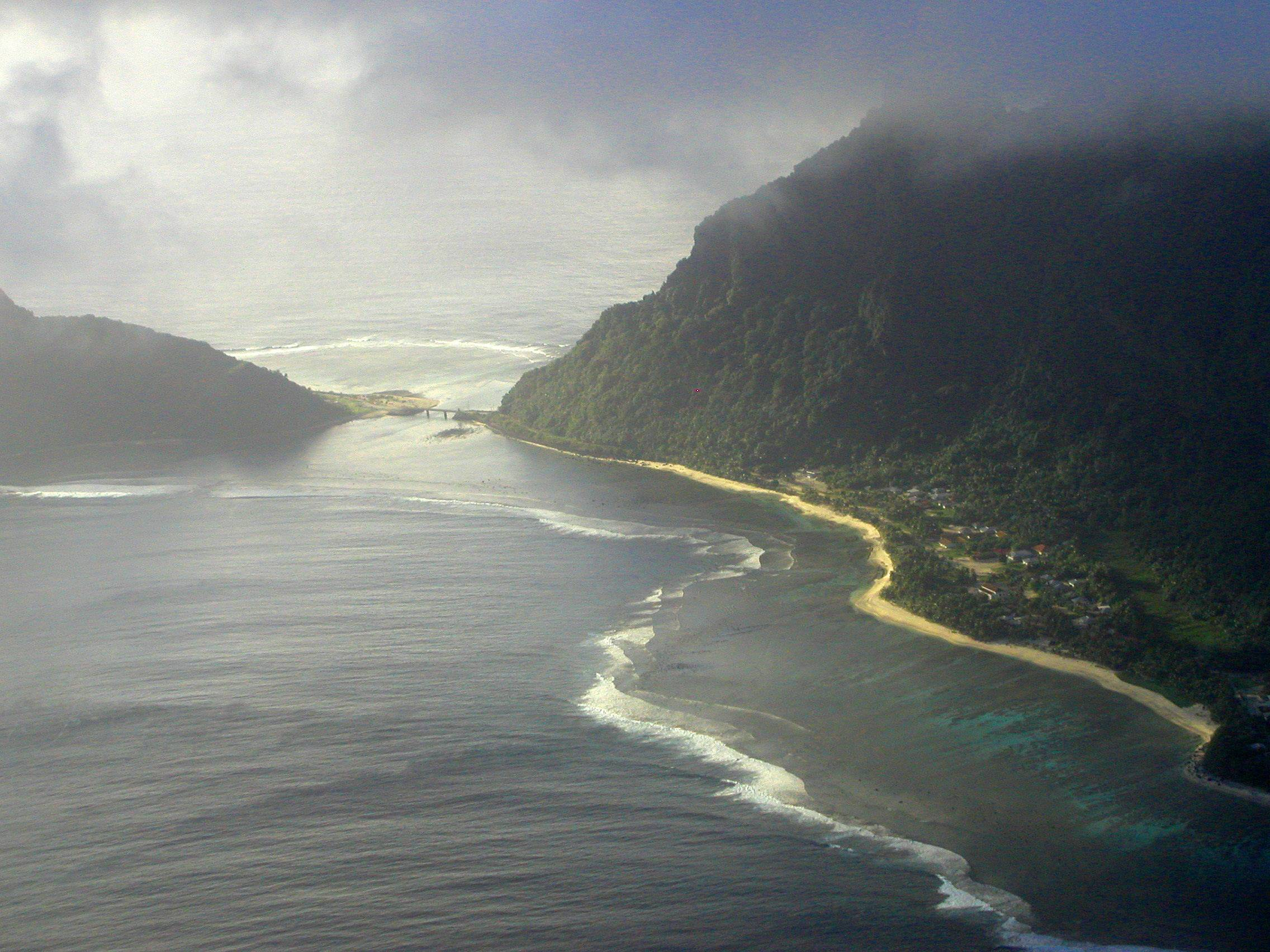
Vista aérea - aldea de Olosega a la derecha, Ofu a la izquierda. Ambas islas están conectadas por un puente de una pista, que cruza el estrecho de Asaga.

La isla Olosega es un remanente del volcán en escudo Sili, cuya caldera puede yacer sumergida fuera de la playa norte. 
La erupción volcánica de 1866 se produjo a 3 km al este de Olosega, en un ventisquero submarino que se extiende al estesureste hasta las cercanías de Ta‘ū.
La isla forma el Condado de Olosega, subdivisión del Distrito de Manua. Tiene un área terrestre de 5.163 km², y tiene una población oficial de 216 personas según el censo de 2000.
Hay dos aldeas en Olosega: Olosega y Sili.  Sili, situada en la playa que mira al noroeste, ahora consiste de tan solo una residencia habitada después que gran parte de la aldea fue destruida por ciclones (y posteriormente abandonada).
Casi toda la población de Olosega reside ahora en el pueblo de Olosega a lo largo de la playa que da al suroeste.  
La aldea de Olosega también tiene una escuela primaria con instrucción hasta el noveno grado para los niños de ambas islas.

## Galería fotográfica

Galería de Ofu-Olosega
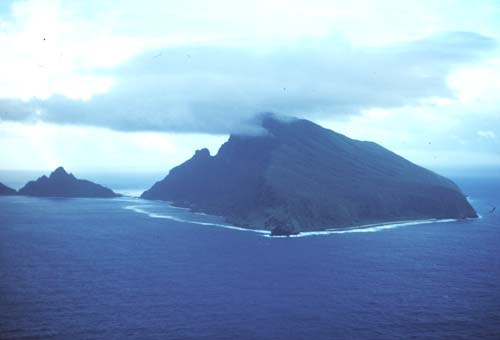
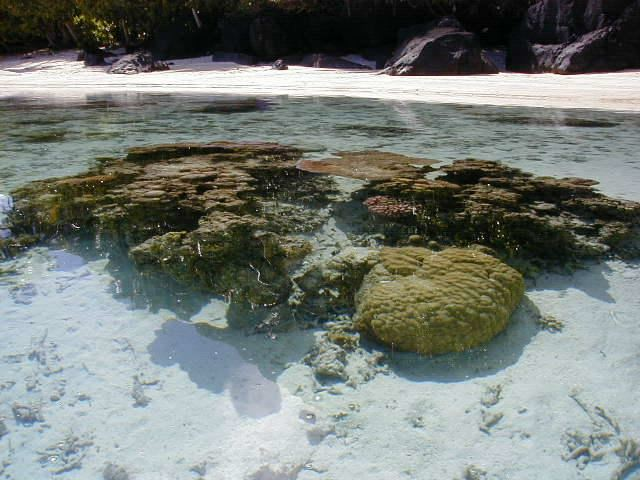
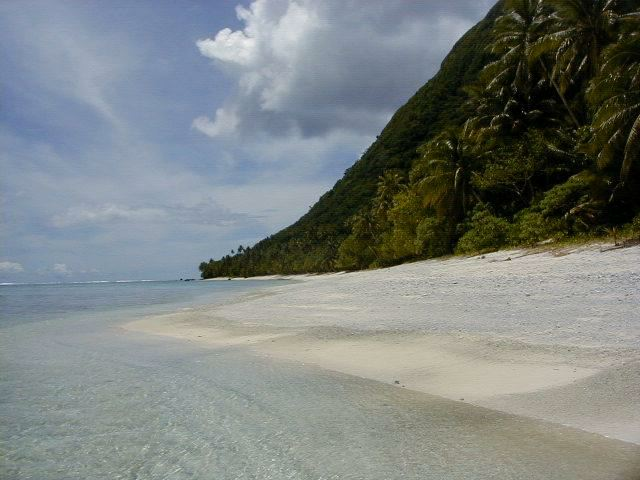
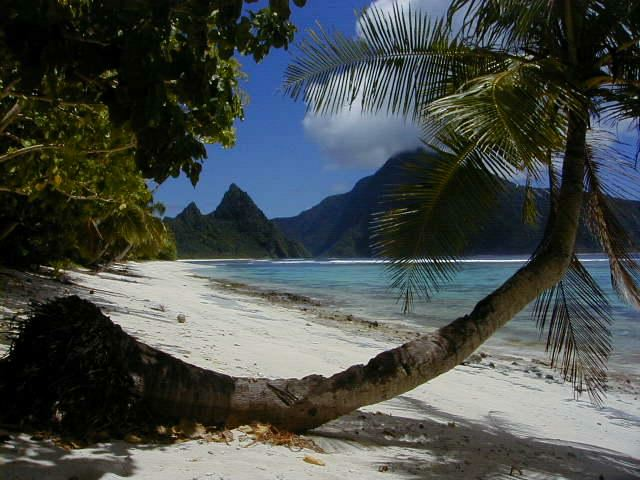